# Hambergit
Hambergit – bardzo rzadki minerał boranowy.

## Właściwości
Krystalizuje w układzie rombowym. Wykształca kryształy o pokroju słupkowym, pryzmatycznym i tabliczkowym; także narosłe. Jest minerałem kruchym, przezroczystym do przeświecającego. Posiada białą rysę oraz szklisty połysk. Rozpuszczalny w kwasie solnym.

## Występowanie
Występuje jako późny minerał w druzach pegmatytów granitowych. Także w żwirach, złożach aluwialnych i sjenitach. Towarzyszą mu najczęściej skalenie, albit, lepidolit, spodumen, beryl, beryllonit, herderyt, kwarc oraz elbait.

## Miejsce występowania
Występuje na Madagaskarze, w Norwegii, Brazylii, Indiach (Kaszmir), Pakistanie, Rosji i USA (Kalifornia).

## Galeria

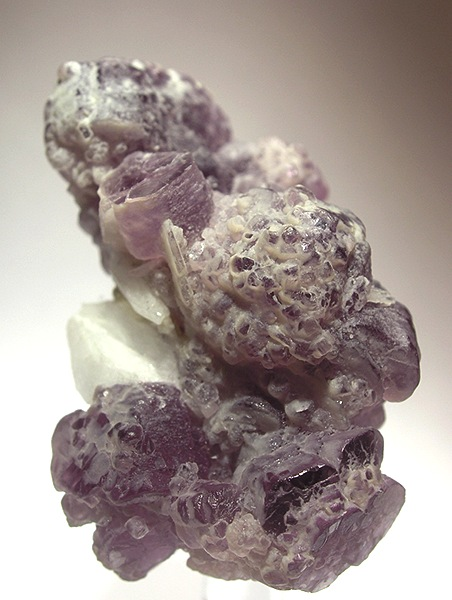
w towarzystwie fioletowego lepidolitu z hrabstwa San Diego w Kalifornii
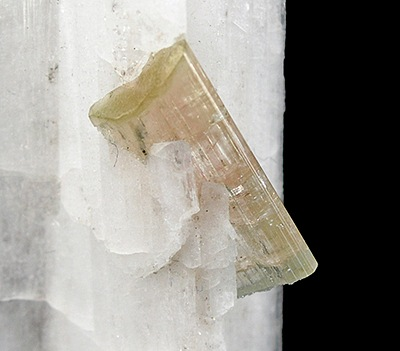
w towarzystwie turmalinu z Nepalu